# Talsperre Gottleuba
Die Talsperre Gottleuba ist eine Talsperre, die im Osterzgebirge bei Bad Gottleuba den gleichnamigen Fluss staut. Die Talsperre ist Kern des seit den 1950er-Jahren errichteten Systems von Hochwasserschutzanlagen im Flusssystem der Gottleuba. Neben dem Hochwasserschutz dient sie der Trinkwasserversorgung für den Raum Pirna und in geringem Maße der Stromerzeugung.

## Geschichte
Das Osterzgebirge, und hier insbesondere die Einzugsgebiete von Gottleuba, Müglitz und Weißeritz, zählt zu den klassischen Hochwasserentstehungsgebieten in Sachsen. Hochwasser lassen sich im Gottleubagebiet bis 1480 zurückverfolgen, über Jahrhunderte hinweg sind wiederholt Starkniederschläge mit verheerenden Sturzfluten, die große Schäden verursachten und zahlreiche Todesopfer forderten, nachweisbar. Gravierende Schäden traten insbesondere beim Hochwasser 1927 auf, damals starben allein im Gottleubatal weit über 100 Menschen.
Erste Überlegungen und Planungen zur Stauung des Flusses Gottleuba im Bereich oberhalb des ehemaligen Hammerwerkes Haselberg entstanden bereits nach den Hochwassern im 19. Jahrhundert (1825, 1858, 1860 und 1890). Nach dem Hochwasser 1890 erarbeiteten die Gemeinden im Gottleubatal bereits den Entwurf einer Talsperre nahe dem späteren Standort oberhalb von Bad Gottleuba mit geschätzten Kosten von 900.000 Mark.
Die Realisierung wurde jedoch erst vorangetrieben, nachdem 1957 und 1958 zwei aufeinanderfolgende Fluten Schäden im Gottleubatal verursacht hatten. Zum nachhaltigen Hochwasserschutz wurden ab Ende der 1950er-Jahre im Flusssystem der Gottleuba mehrere Rückhaltebecken (Buschbach, Mordgrundbach, Friedrichswalde-Ottendorf, Liebstadt) errichtet.
Den Kern des Schutzsystems bildet jedoch die Talsperre Gottleuba, die 1965 bis 1974 oberhalb des ehemaligen Hammerwerkes Haselberg erbaut wurde (Inbetriebnahme 1974, Fertigstellung 1976). Für die Talsperre musste die Landstraße von Bad Gottleuba über Breitenau nach Altenberg (Erzgebirge) aus dem Gottleubatal verlegt werden; sie wurde über Oelsen neu trassiert. Der Breitenauer Ortsteil Oelsengrund wurde von der Talsperre überstaut.
Die Staumauer der Talsperre Gottleuba ist eine gerade Gewichtsstaumauer aus Beton. Sie ist nach der Höhe des Absperrbauwerkes über dem tiefsten Punkt der Gründungssohle die höchste Talsperre in Sachsen vor der Talsperre Eibenstock.
Zwischen 2007 und 2009 wurde die Mauerkrone umfangreich saniert und Gebäude der Stau- und Flussmeisterei neu errichtet. Die Maßnahme kostete etwa 7 Millionen €.

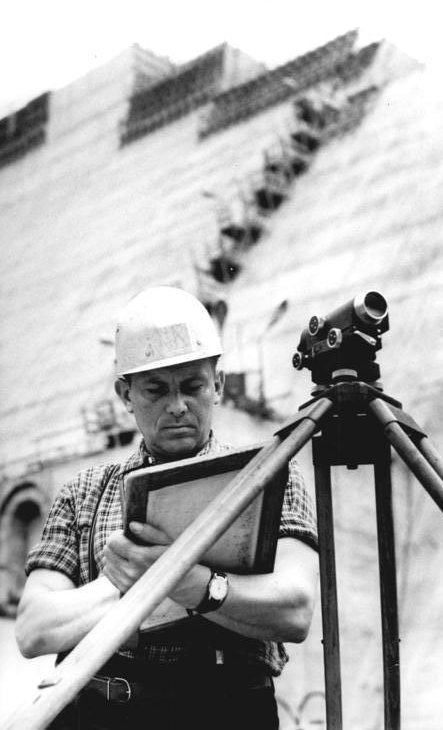
Vermessungsingenieur mit Nivelliergerät an der Baustelle der Talsperre Gottleuba (Juli 1971)
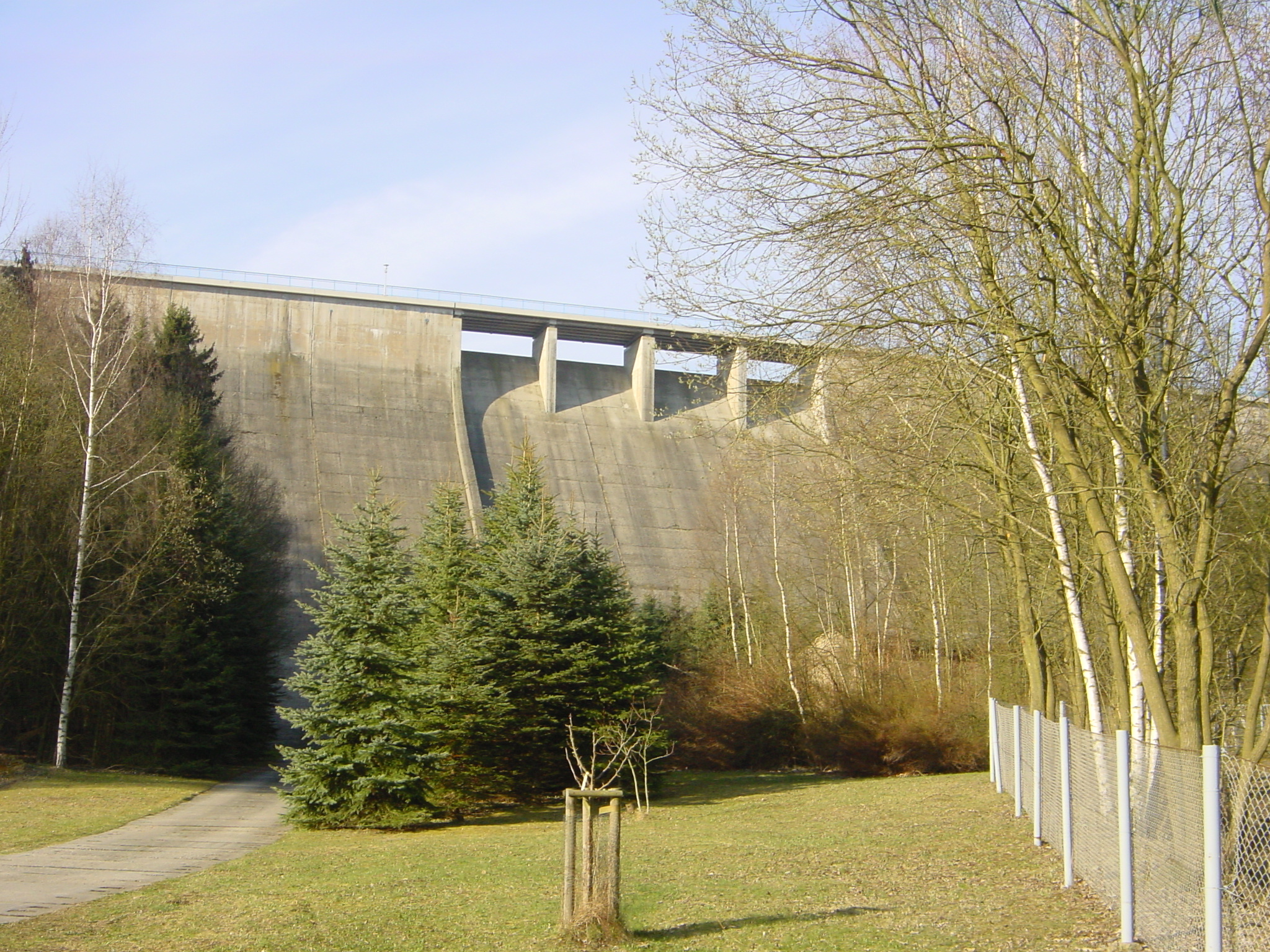
Blick vom Talgrund zur Staumauer
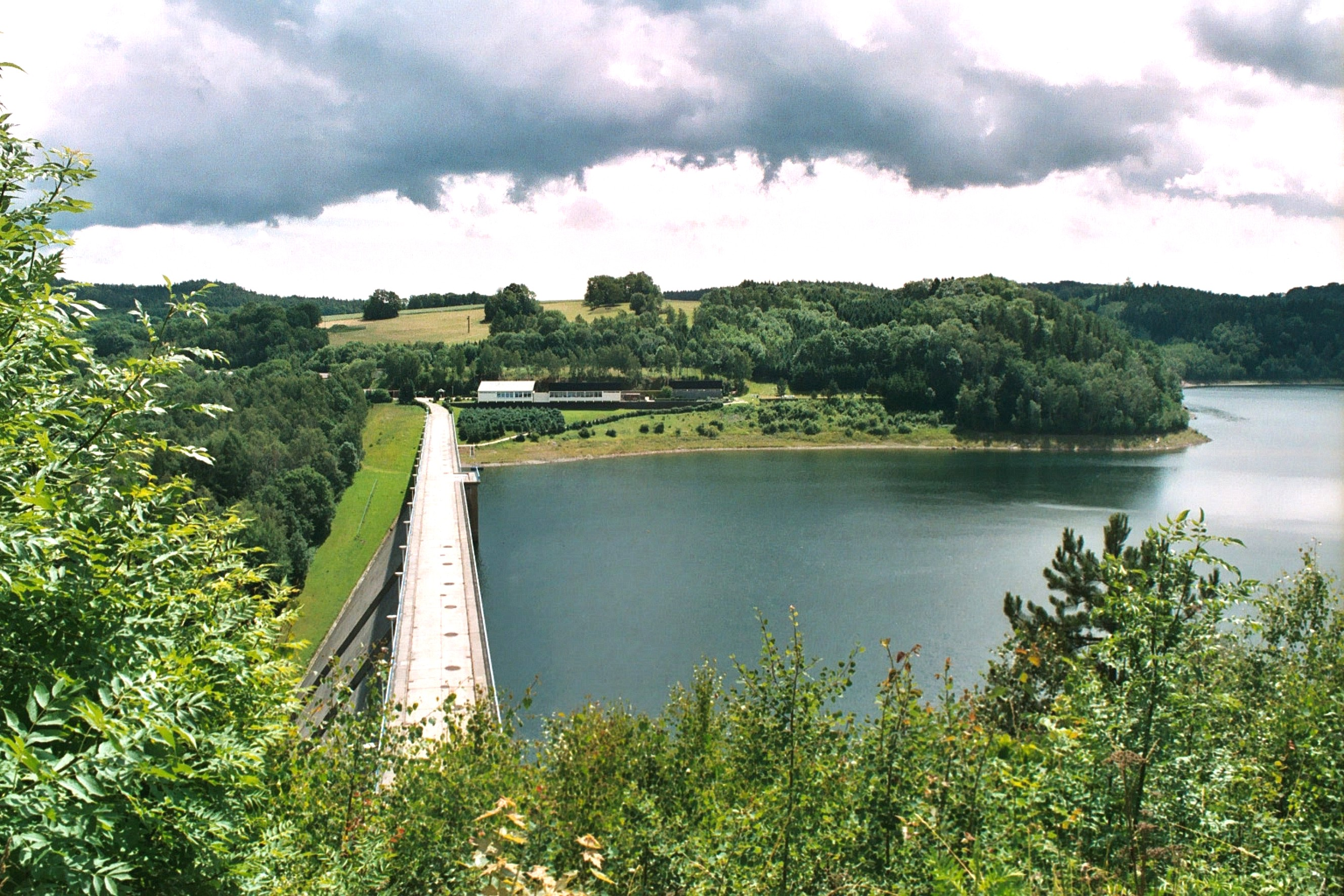
Blick vom Aussichtspunkt Hartmannsbach über die Staumauer

## Tourismus
Oberhalb der Staumauer gibt es einen Aussichtspunkt, von dem aus man den Stausee überblicken kann. Die Staumauer selbst ist für die Öffentlichkeit nur an ausgewählten Terminen zugänglich. Baden und Freizeitsport im Stausee ist ebenfalls nicht möglich, da es sich um eine Trinkwassertalsperre handelt, aber das Wandern rund um den Stausee ist möglich.

## Vorsperre
Die Talsperre hat eine Vorsperre am Zulauf der Gottleuba im Oelsengrund, die ebenfalls eine Beton-Gewichtsstaumauer ist und einen 50 m breiten Überlauf in der Mauermitte hat.